# Liste der Staatsoberhäupter 1980
Übersicht
◄◄ | ◄ | 1976 | 1977 | 1978 | 1979 | Liste der Staatsoberhäupter 1980 | 1981 | 1982 | 1983 | 1984 | ► | ►►

Weitere Ereignisse

## Afrika
- Ägypten
  - Staatsoberhaupt: Präsident Anwar as-Sadat (1970–1981) (1973–1974, 1980–1981 Ministerpräsident)
  - Regierungschef:
    - Ministerpräsident Mustafa Chalil (1978–15. Mai 1980)
    - Ministerpräsident Anwar as-Sadat (1973–1974, 15. Mai 1980–1981) (1970–1981 Präsident)
- Algerien
  - Staatsoberhaupt: Präsident Chadli Bendjedid (1979–1992)
  - Regierungschef: Premierminister Mohamed Ben Ahmed Abdelghani (1979–1984)
- Angola
  - Staats- und Regierungschef: Präsident José Eduardo dos Santos (1979–2017)
- Äquatorialguinea
  - Staats- und Regierungschef: Vorsitzender des Obersten Militärrats Teodoro Obiang Nguema Mbasogo (seit 1979) (seit 1982 Präsident)
- Äthiopien
  - Staats- und Regierungschef: Vorsitzender des provisorischen militärischen Verwaltungsrats Mengistu Haile Mariam (1974, 1977–1991) (ab 1987 Präsident)
- Benin
  - Staats- und Regierungschef: Präsident Mathieu Kérékou (1972–1991, 1996–2006)
- Botswana
  - Staats- und Regierungschef:
    - Präsident Seretse Khama (1966–13. Juli 1980)
    - Präsident Quett Masire (13. Juli 1980–1998) (bis 18. Juli 1980 kommissarisch)
- Burundi
  - Staats- und Regierungschef: Präsident Jean-Baptiste Bagaza (1976–1987)
- Dschibuti
  - Staatsoberhaupt: Präsident Hassan Gouled Aptidon (1977–1999) (1977 Premierminister)
  - Regierungschef: Premierminister Barkat Gourad Hamadou (1978–2001)
- Elfenbeinküste
  - Staats- und Regierungschef: Präsident Félix Houphouët-Boigny (1960–1993)
- Gabun
  - Staatsoberhaupt: Präsident Omar Bongo (1967–2009)
  - Regierungschef: Ministerpräsident Léon Mébiame (1975–1990)
- Gambia
  - Staats- und Regierungschef: Präsident Dawda Jawara (1970–1994) (1965–1970 Premierminister)
- Ghana
  - Staats- und Regierungschef: Präsident Hilla Limann (1979–1981)
- Guinea
  - Staatsoberhaupt: Präsident Ahmed Sékou Touré (1958–1984)
  - Regierungschef: Ministerpräsident Louis Lansana Béavogui (1972–1984)
- Guinea-Bissau
  - Staatsoberhaupt:
    - Vorsitzender des Staatsrats Luís Cabral (1973–14. November 1980)
    - Präsident João Bernardo Vieira (14. November 1980–1984, 1984–1999, 2005–2009) (1978–1980 Premierminister)

  - Regierungschef:
    - Premierminister João Bernardo Vieira (1978–14. November 1980) (1980–1984, 1984–1999, 2005–2009 Präsident)
    - vakant (14. November 1980–1982)
- Kamerun
  - Staatsoberhaupt: Präsident Ahmadou Ahidjo (1960–1982)
  - Regierungschef: Ministerpräsident Paul Biya (1975–1982) (seit 1982 Präsident)
- Kap Verde
  - Staatsoberhaupt: Präsident Aristides Pereira (1975–1991)
  - Regierungschef: Ministerpräsident Pedro Pires (1975–1991) (2001–2011 Präsident)
- Kenia
  - Staats- und Regierungschef: Präsident Daniel arap Moi (1978–2002)
- Komoren
  - Staatsoberhaupt: Vorsitzender des militärisch-politischen Direktorats Ahmed Abdallah (1975, 1978–1989)
  - Regierungschef: Ministerpräsident Salim Ben Ali (1978–1982)
- Volksrepublik Kongo (1960–1970 Kongo-Brazzaville; ab 1992 Republik Kongo)
  - Staatsoberhaupt: Präsident Denis Sassou-Nguesso (1979–1992, seit 1997)
  - Regierungschef: Ministerpräsident Louis Sylvain Goma (1975–1984, 1991)
- Lesotho
  - Staatsoberhaupt: König Moshoeshoe II. (1966–1970, 1970–1990, 1995–1996)
  - Regierungschef: Premierminister Leabua Jonathan (1966–1986) (1970 Staatsoberhaupt)
- Liberia
  - Staats- und Regierungschef:
    - Präsident William R. Tolbert, Jr. (1971–12. April 1980)
    - Vorsitzender des Erlöungsrats des Volkes Samuel K. Doe (12. April 1980–1990) (ab 1984 Präsident)
- Libyen
  - Revolutionsführer: Muammar al-Gaddafi (1969–2011) (1969–1979 Generalsekretär des Allgemeinen Volkskongresses)
  - Staatsoberhaupt: Generalsekretär des Allgemeinen Volkskongresses Abd al-Ati al-Ubayyidi (1979–1981) (1977–1979 Generalsekretär des Allgemeinen Volkskomitees)
  - Regierungschef: Generalsekretär des Allgemeinen Volkskomitees Dschadullah Azzuz at-Talhi (1979–1984, 1986–1987)
- Madagaskar
  - Staatsoberhaupt: Präsident Didier Ratsiraka (1975–1993, 1997–2002)
  - Regierungschef: Ministerpräsident Désiré Rakotoarijaona (1977–1988)
- Malawi
  - Staats- und Regierungschef: Präsident Hastings Kamuzu Banda (1966–1994) (1964–1966 Premierminister)
- Mali
  - Staats- und Regierungschef: Präsident Moussa Traoré (1968–1991)
- Marokko
  - Staatsoberhaupt: König Hassan II. (1961–1999)
  - Regierungschef: Premierminister Maati Bouabid (1979–1983)
- Mauretanien
  - Staatsoberhaupt:
    - Präsident Mohamed Mahmoud Ould Louly (1979–4. Januar 1980)
    - Präsident Mohamed Khouna Ould Haidalla (4. Januar 1980–1984) (1979–1980, 1984 Premierminister)

  - Regierungschef:
    - Premierminister Mohamed Khouna Ould Haidalla (1979–12. Dezember 1980, 1984) (1980–1984 Präsident)
    - Premierminister Sid Ahmed Ould Bneijara (12. Dezember 1980–1981)
- Mauritius
  - Staatsoberhaupt: Königin Elisabeth II. (1968–1992)
    - Generalgouverneur: Dayendranath Burrenchobay (1978–1983)

  - Regierungschef: Premierminister Seewoosagur Ramgoolam (1968–1982) (1983–1985 Generalgouverneur)
- Mosambik
  - Staatsoberhaupt: Präsident Samora Machel (1975–1986)
  - Regierungschef: Premierminister Mário Fernandes da Graça Machungo (1976–1994)
- Niger
  - Staats- und Regierungschef: Präsident des Obersten Militärrats Seyni Kountché (1974–1987)
- Nigeria
  - Staats- und Regierungschef: Präsident Shehu Shagari (1979–1983)
- Obervolta (ab 1984 Burkina Faso)
  - Staatsoberhaupt:
    - Präsident Sangoulé Lamizana (1966–25. November 1980) (1974–1980 Premierminister)
    - Präsident des Militärkomitees für das Wiedererlangen des nationalen Fortschritts Saye Zerbo (25. November 1980–1982)

  - Regierungschef:
    - Premierminister Joseph Conombo (1978–25. November 1980)
    - Premierminister Saye Zerbo (25. November 1980–1982)
- Ruanda
  - Staats- und Regierungschef: Präsident Juvénal Habyarimana (1973–1994)
- Sambia
  - Staatsoberhaupt: Präsident Kenneth Kaunda (1964–1991)
  - Regierungschef: Premierminister Daniel Lisulo (1978–1981)
- São Tomé und Príncipe
  - Staats- und Regierungschef: Präsident Manuel Pinto da Costa (1975–1991, 2011–2016)
- Senegal
  - Staatsoberhaupt: Präsident Léopold Sédar Senghor (1960–31. Dezember 1980)
  - Regierungschef: Premierminister Abdou Diouf (1970–31. Dezember 1980) (1981–2000 Präsident )
- Seychellen
  - Staats- und Regierungschef: Präsident France-Albert René (1977–2004) (1976–1977 Premierminister)
- Sierra Leone
  - Staats- und Regierungschef: Präsident Siaka Stevens (1971–1985) (1967, 1968–1971 Premierminister)
- Simbabwe (seit 18. April 1980 unabhängig)
  - Staatsoberhaupt: Präsident Canaan Banana (18. April 1980–1987)
  - Regierungschef: Premierminister Robert Mugabe (18. April 1980–1987) (1987–2017 Präsident)
- Somalia
  - Staats- und Regierungschef: Präsident Siad Barre (1969–1991)
- Südafrika
  - Staatsoberhaupt: Präsident Marais Viljoen (1978, 1979–1984)
  - Regierungschef: Premierminister Pieter Willem Botha (1978–1984) (1984–1989 Präsident)
- Sudan
  - Staatsoberhaupt: Präsident Dschafar an-Numairi (1969–1971, 1971–1985) (1969–1976, 1977–1985 Ministerpräsident)
  - Regierungschef: Ministerpräsident Dschafar an-Numairi (1969–1976, 1977–1985) (1969–1971, 1971–1985 Präsident)
- Swasiland
  - Staatsoberhaupt: König Sobhuza II. (1968–1982)
  - Regierungschef: Premierminister Mabandla Dlamini (1979–1983)
- Tansania
  - Staatsoberhaupt: Präsident Julius Nyerere (1962–1985) (1961–1962 Ministerpräsident)
  - Regierungschef:
    - Premierminister Edward Moringe Sokoine (1977–7. November 1980, 1983–1984)
    - Premierminister Cleopa David Msuya (7. November 1980–1983, 1994–1995)
- Togo
  - Staats- und Regierungschef: Präsident Gnassingbé Eyadéma (1967–2005)
- Tschad
  - Staat- und Regierungschef: Präsident der Übergangsregierung der nationalen Union Goukouni Oueddei (1979, 1979–1982)
- Tunesien
  - Staatsoberhaupt: Präsident Habib Bourguiba (1957–1987)
  - Regierungschef:
    - Premierminister Hédi Nouira (1970–23. April 1980)
    - Premierminister Mohamed Mzali (23. April 1980–1986)
- Uganda
  - Staats- und Regierungschef:
    - Präsident Godfrey Binaisa (1979–11. Mai 1980)
    - Vorsitzender der Militärkommission Paulo Muwanga (12. Mai 1980 bis 22. Mai 1980) (1985 Premierminister)
    - Präsidialkommission
      - Saulo Musoke (22. Mai 1980 bis 15. Dezember 1980)
      - Polycarp Nyamuchoncho (22. Mai 1980 bis 15. Dezember 1980)
      - Yoweri Hunter Wacha-Olwol (22. Mai 1980 bis 15. Dezember 1980)

    - Präsident Milton Obote (1966–1971, 17. Dezember 1980–1985) (1962–1966 Premierminister)

  - Regierungschef: Premierminister Otema Allimadi (18. Dezember 1980–1985)
- Westsahara (umstritten)
  - Staatsoberhaupt: Vorsitzender des revolutionären Kommandorats Mohamed Abdelaziz (1976–2016) (im Exil)
  - Regierungschef: Ministerpräsident Mohamed Lamine Ould Ahmed (1976–1982, 1985–1988) (im Exil)
- Zaïre (bis 1964 Kongo-Léopoldville, 1964–1971, seit 1997 Demokratische Republik Kongo)
  - Staatsoberhaupt: Präsident Mobutu Sese Seko (1965–1997)
  - Regierungschef:
    - Ministerpräsident Bo-Boliko Lokonga Monse Mihambo (1979–27. August 1980)
    - Ministerpräsident Nguza Karl-I-Bond (27. August 1980–1981, 1991–1992)
- Zentralafrikanische Republik
  - Staatsoberhaupt: Präsident David Dacko (1960–1966, 1979–1981)
  - Regierungschef:
    - Ministerpräsident Bernard Ayandho (1979–22. August 1980)
    - Ministerpräsident Jean-Pierre Lebouder (12. November 1980–1981)

## Amerika

### Nordamerika
- Kanada
  - Staatsoberhaupt: Königin Elisabeth II. (1952–2022)
    - Generalgouverneur: Edward Schreyer (1979–1984)

  - Regierungschef:
    - Premierminister Joe Clark (1979–3. März 1980)
    - Premierminister Pierre Trudeau (1968–1979, 3. März 1980–1984)
- Mexiko
  - Staats- und Regierungschef: Präsident José López Portillo (1976–1982)
- Vereinigte Staaten von Amerika
  - Staats- und Regierungschef: Präsident Jimmy Carter (1977–1981)

### Mittelamerika
- Bahamas
  - Staatsoberhaupt: Königin Elisabeth II. (1973–2022)
    - Generalgouverneur: Gerald Cash (1979–1988)

  - Regierungschef: Premierminister Lynden O. Pindling (1973–1992)
- Barbados
  - Staatsoberhaupt: Königin Elisabeth II. (1966–2021)
    - Generalgouverneur: Deighton Lisle Ward (1976–1984)

  - Regierungschef: Premierminister John Michael G. Adams (1976–1985)
- Costa Rica
  - Staats- und Regierungschef: Präsident Rodrigo Carazo Odio (1978–1982)
- Dominica (1978 Unabhängigkeit)
  - Staatsoberhaupt:
    - Präsident Fred Degazon (1979–29. Januar 1980) (seit 11. Juni 1979 im Ausland)
    - Präsident Jenner Armou (1979–15. Februar 1980) (kommissarisch)
    - Präsident Aurelius Marie (26. Februar 1979–1983)

  - Regierungschef:
    - Premierminister Oliver Seraphin (1979–21. Juli 1980)
    - Premierministerin Eugenia Charles (21. Juli 1980–1995)
- Dominikanische Republik
  - Staats- und Regierungschef: Präsident Antonio Guzmán Fernández (1978–1982)
- El Salvador
  - Staats- und Regierungschef: Revolutionäre Junta (1979–1982)
- Grenada
  - Staatsoberhaupt: Königin Elisabeth II. (1974–2022)
    - Generalgouverneur: Paul Scoon (1978–1992)

  - Regierungschef: Premierminister Maurice Bishop (1979–1983)
- Guatemala
  - Staats- und Regierungschef: Präsident Fernando Romeo Lucas García (1978–1982)
- Haiti
  - Staats- und Regierungschef: Präsident Jean-Claude Duvalier (1971–1986)
- Honduras
  - Staats- und Regierungschef: Präsident Policarpio Juan Paz García (1978–1982)
- Jamaika
  - Staatsoberhaupt: Königin Elisabeth II. (1962–2022)
    - Generalgouverneur: Florizel Glasspole (1973–1991)

  - Regierungschef:
    - Premierminister Michael Manley (1972–1. November 1980, 1989–1992)
    - Premierminister Edward Seaga (1. November 1980–1989)
- Kuba
  - Staatsoberhaupt und Regierungschef: Präsident des Staatsrats und des Ministerrats Fidel Castro (1976–2008) (1959–1976 Premierminister)
- Nicaragua
  - Staats- und Regierungschef:
    - Regierungsjunta des nationalen Wiederaufbaus:
      - Daniel Ortega (1979–1985) (1985–1990, seit 2007 Präsident)
      - Sergio Ramírez (1979–1985)
      - Violeta Barrios de Chamorro (1979–19. April 1980) (1990–1997 Präsidentin)
      - Luis Adolfo Robelo Callejas (1979–22. April 1980)
      - Moisés Hassan Morales (1979–1981)
      - Rafael Córdova Rivas (18. Mai 1980–1985)
      - Arturo José Cruz Porras (18. Mai 1980–1981)
- Panama
  - Staats- und Regierungschef: Präsident Aristides Royo (1978–1982)
- St. Lucia
  - Staatsoberhaupt: Königin Elisabeth II. (1979–2022)
    - Generalgouverneur:
      - Allen Montgomery Lewis (1979–19. Juni 1980, 1982–1987)
      - Boswell Williams (19. Juni 1980–1982)

  - Regierungschef: Premierminister Allan Louisy (1979–1981)
- St. Vincent und die Grenadinen
  - Staatsoberhaupt: Königin Elisabeth II. (1979–2022)
    - Generalgouverneur: Sydney Gun-Munro (1979–1985)

  - Regierungschef: Premierminister Milton Cato (1979–1984)
- Trinidad und Tobago
  - Staatsoberhaupt: Präsident Ellis Clarke (1976–1987) (1972–1976 Generalgouverneur)
  - Regierungschef: Premierminister Eric Eustace Williams (1962–1981)

### Südamerika
- Argentinien
  - Staats- und Regierungschef: Präsident Jorge Rafael Videla (1976–1981)
- Bolivien
  - Staats- und Regierungschef:
    - Präsidentin Lidia Gueiler Tejada (1979–18. Juli 1980)
    - Präsident Luis García Meza Tejada (18. Juli 1980–1981)
- Brasilien
  - Staats- und Regierungschef: Präsident João Baptista de Oliveira Figueiredo (1979–1985)
- Chile
  - Staats- und Regierungschef: Präsident Augusto Pinochet (1974–1990)
- Ecuador
  - Staats- und Regierungschef: Präsident Jaime Roldós (1979–1981)
- Guyana
  - Staatsoberhaupt:
    - Präsident Arthur Chung (1970–1980)
    - Präsident Forbes Burnham (6. Oktober 1980–1985) (1966–1980 Premierminister)

  - Regierungschef:
    - Premierminister Forbes Burnham (1966–6. Oktober 1980) (1980–1985 Präsident)
    - Premierminister Ptolemy Reid (6. Oktober 1980–1984)
- Kolumbien
  - Staats- und Regierungschef: Präsident Julio César Turbay (1978–1982)
- Paraguay
  - Staats- und Regierungschef: Präsident Alfredo Stroessner (1954–1989)
- Peru
  - Staatsoberhaupt:
    - Präsident Francisco Morales Bermúdez (1975–28. Juli 1980) (1975 Premierminister)
    - Präsident Fernando Belaúnde Terry (1963–1968, 28. Juli 1980–1985)

  - Regierungschef:
    - Premierminister Pedro Richter Prada (1979–28. Juli 1980)
    - Premierminister Manuel Ulloa Elías (28. Juli 1980–1983)
- Suriname
  - Staatschef:
    - Präsident Johan Ferrier (1975–12. August 1980)
    - Präsident Henk Chin A Sen (12. August 1980–1982) (1980–1982 Premierminister)

  - Regierungschef:
    - Premierminister Henck A. E. Arron (1975–1980, 1988–1990)
    - Premierminister Henk Chin A Sen (15. März 1980–1982) (1980–1982 Präsident)
- Uruguay
  - Staats- und Regierungschef: Präsident Aparicio Méndez (1976–1981)
- Venezuela
  - Staats- und Regierungschef: Präsident Luís Herrera Campíns (1979–1984)

## Asien

### Ost-, Süd- und Südostasien
- Bangladesch
  - Staatsoberhaupt: Präsident Ziaur Rahman (1977–1981)
  - Regierungschef: Ministerpräsident Shah Azizur Rahman (1979–1982)
- Bhutan
  - Staats- und Regierungschef: König Jigme Singye Wangchuck (1972–2006)
- Burma (heute Myanmar)
  - Staatsoberhaupt: Präsident Ne Win (1962–1981) (bis 1974 Vorsitzender des Revolutionsrats) (1958–1960, 1962–1974 Ministerpräsident)
  - Regierungschef: Ministerpräsident Maung Maung Kha (1977–1988)
- Republik China (Taiwan)
  - Staatsoberhaupt: Präsident Chiang Ching-kuo (1978–1988) (1972–1978 Ministerpräsident)
  - Regierungschef: Ministerpräsident Sun Yun-suan (1978–1984)
- China
  - Parteichef: Vorsitzender der Kommunistischen Partei Chinas Hua Guofeng (1976–1981) (1976–1980 Ministerpräsident)
  - Staatsoberhaupt: Vorsitzende des Ständigen Komitees des Nationalen Volkskongresses Ye Jianying (1978–1983)
  - Regierungschef:
    - Ministerpräsident Hua Guofeng (1976–10. September 1980) (1976–1981 Vorsitzender der KPCh)
    - Ministerpräsident Zhao Ziyang (10. September 1980–1987) (1987–1989 Generalsekretär der KPCh)
- Indien
  - Staatsoberhaupt: Präsident Neelam Sanjiva Reddy (1977–1982)
  - Regierungschef:
    - Premierminister Chaudhary Charan Singh (1979–14. Januar 1980)
    - Premierministerin Indira Gandhi (1966–1977, 14. Januar 1980–1984)
- Indonesien
  - Staats- und Regierungschef: Präsident Suharto (1967–1998)
- Japan
  - Staatsoberhaupt: Kaiser Hirohito (1926–1989)
  - Regierungschef:
    - Premierminister Masayoshi Ōhira (1978–12. Juni 1980)
    - Chefsekretär des Kabinetts Masayoshi Itō (12. Juni 1980 bis 17. Juli 1980) (kommissarisch)
    - Premierminister Zenkō Suzuki (17. Juli 1980–1982)
- Kambodscha
  - Staats- und Regierungschef: Präsident des revolutionären Volksrats Heng Samrin (1979–1992) (ab 1981 Vorsitzender des Staatsrats)
- Nordkorea
  - Vorsitzender der Nationalen Verteidigungskommission: Kim Il-sung (1948–1994)
  - Vorsitzender des Präsidiums der Obersten Volksversammlung: Kim Il-sung (1972–1994)
  - Regierungschef: Ministerpräsident Ri Jong-ok (1977–1984)
- Südkorea
  - Staatsoberhaupt:
    - Präsident Choi Kyu-ha (1979–16. August 1980) (1975–1979 Ministerpräsident)
    - Präsident Park Chung-hoon (16. August 1980 bis 1. Dezember 1980) (kommissarisch)
    - Präsident Chun Doo-hwan (1. Dezember 1980–1988)

  - Regierungschef:
    - Ministerpräsident Shin Hyeon-hwak (1979–22. Mai 1980)
    - Ministerpräsident Park Chung-hoon (22. Mai 1980 bis 2. September 1980) (kommissarisch)
    - Ministerpräsident Nam Duck-woo (2. September 1980–1982)
- Laos
  - Staatsoberhaupt: Präsident Souphanouvong (1975–1991)
  - Regierungschef: Ministerpräsident Kaysone Phomvihane (1975–1991) (1991–1992 Präsident)
- Malaysia
  - Staatsoberhaupt: Oberster Herrscher Ahmad Shah Al-Mustain Billah (1979–1984)
  - Regierungschef: Ministerpräsident Hussein Onn (1976–1981)
- Malediven
  - Staats- und Regierungschef: Präsident Maumoon Abdul Gayoom (1978–2008)
- Nepal
  - Staatsoberhaupt: König Birendra (1972–2001)
  - Regierungschef: Ministerpräsident Surya Bahadur Thapa (1963–1964, 1965–1969, 1979–1983, 1997–1998, 2003–2004)
- Pakistan
  - Staats- und Regierungschef: Präsident Mohammed Zia-ul-Haq (1978–1988) (1988 Ministerpräsident)
- Philippinen
  - Staats- und Regierungschef: Präsident Ferdinand Marcos (1965–1986)
- Singapur
  - Staatsoberhaupt: Präsident Benjamin Henry Sheares (1971–1981)
  - Regierungschef: Premierminister Lee Kuan Yew (1959–1990)
- Sri Lanka
  - Staatsoberhaupt: Präsident Junius Richard Jayewardene (1978–1989) (1977–1978 Premierminister)
  - Regierungschef: Premierminister Ranasinghe Premadasa (1978–1989) (1989–1993 Präsident)
- Thailand
  - Staatsoberhaupt: König Rama IX. Bhumibol Adulyadej (1946–2016)
  - Regierungschef:
    - Ministerpräsident Kriangsak Chomanan (1977–3. März 1980)
    - Ministerpräsident Prem Tinsulanonda (3. März 1980–1988)
- Vietnam
  - Staatsoberhaupt:
    - Präsident Tôn Đức Thắng (1976–30. März 1980) (1969–1976 Präsident von Nordvietnam)
    - Präsident Nguyễn Hữu Thọ (30. März 1980–1981) (kommissarisch)

  - Regierungschef: Vorsitzender des Ministerrats Phạm Văn Đồng (1976–1987) (1955–1976 Ministerpräsident von Nordvietnam)

### Vorderasien
- Bahrain
  - Staatsoberhaupt: Emir Isa II. (1971–1999)
  - Regierungschef: Ministerpräsident Chalifa ibn Salman Al Chalifa (1971–2020)
- Irak
  - Staats- und Regierungschef: Präsident Saddam Hussein (1979–2003)
- Iran
  - Religiöses Oberhaupt: Oberster Rechtsgelehrter Ruhollah Chomeini (1. Januar 1980–1989)
  - Staatsoberhaupt:
    - Oberster Rechtsgelehrter Ruhollah Chomeini (1979–4. Februar 1980)
    - Präsident Abu l-Hasan Banisadr (4. Februar 1980–1981)

  - Regierungschef:
    - Islamischer Revolutionsrat (1979–12. August 1980)
    - Ministerpräsident Mohammad Ali Radschāʾi (12. August 1980–1981) (1981 Präsident)
- Israel
  - Staatsoberhaupt: Präsident Jitzchak Nawon (1978–1983)
  - Regierungschef: Ministerpräsident Menachem Begin (1977–1983)
- Nordjemen
  - Staatsoberhaupt: Präsident Ali Abdullah Salih (1978–1990) (1990–2012 Präsident des Jemen)
  - Regierungschef:
    - Ministerpräsident Abd al-Aziz Abd al-Ghani (1975–15. Oktober 1980, 1983–1990) (1994–1997 Ministerpräsident des Jemen)
    - Ministerpräsident Abd al-Karim al-Iryani (15. Oktober 1980–1983) (1998–2001 Ministerpräsident des Jemen)
- Südjemen
  - Staatsoberhaupt:
    - Vorsitzender des Präsidiums des obersten Volksrates Abd al-Fattah Ismail (1978–21. April 1980)
    - Vorsitzender des Präsidiums des obersten Volksrates Ali Nasir Muhammad (1978, 21. April 1980–1986) (1971–1985 Ministerpräsident)

  - Regierungschef: Ministerpräsident Ali Nasir Muhammad (1971–1985) (1978, 1980–1986 Präsident)
- Jordanien
  - Staatsoberhaupt: König Hussein (1952–1999)
  - Regierungschef:
    - Ministerpräsident Abdelhamid Sharaf (1979–28. August 1980)
    - Ministerpräsident Mudar Badran (1976–1979, 28. August 1980–1984, 1990–1991)
- Katar
  - Staats- und Regierungschef: Emir Chalifa bin Hamad Al Thani (1972–1995)
- Kuwait
  - Staatsoberhaupt: Emir Dschabir III. (1977–2006) (1962–1963, 1965–1978 Ministerpräsident)
  - Regierungschef: Ministerpräsident Sa'ad al-Abdallah as-Salim as-Sabah (1978–2003) (2006 Emir)
- Libanon
  - Staatsoberhaupt: Präsident Elias Sarkis (1976–1982)
  - Regierungschef:
    - Ministerpräsident Selim al-Hoss (1976–20. Juli 1980, 1987–1990, 1998–2000)
    - Ministerpräsident Takieddin as-Solh (1973–1974, 20. Juli 1980 bis 25. Oktober 1980)
    - Ministerpräsident Shafik Wazzan (25. Oktober 1980–1984)
- Oman
  - Staats- und Regierungschef: Sultan Qabus ibn Said (1970–2020)
- Saudi-Arabien
  - Staats- und Regierungschef: König Chalid ibn Abd al-Aziz (1975–1982)
- Syrien
  - Staatsoberhaupt: Präsident Hafiz al-Assad (1971–2000) (1970–1971 Ministerpräsident)
  - Regierungschef:
    - Ministerpräsident Muhammad Ali al-Halabi (1978–9. Januar 1980)
    - Ministerpräsident Abdul Rauf al-Kasm (9. Januar 1980–1987)
- Türkei
  - Staatsoberhaupt:
    - Präsident Fahri Korutürk (1973–6. April 1980)
    - Senatspräsident İhsan Sabri Çağlayangil (6. April 1980 bis 12. September 1980) (kommissarisch)
    - Präsident Kenan Evren (12. September 1980–1989) (bis 27. Oktober Vorsitzender des nationalen Sicherheitsrats)

  - Regierungschef:
    - Ministerpräsident Süleyman Demirel (1965–1971, 1975–1977, 1977–1978, 1979–12. September 1980, 1991–1993) (1993–2000 Präsident)
    - Ministerpräsident Bülent Ulusu (20. September 1980–1983)
- Vereinigte Arabische Emirate
  - Staatsoberhaupt: Präsident Zayid bin Sultan Al Nahyan (1971–2004) (1966–2004 Emir von Abu Dhabi)
  - Regierungschef: Ministerpräsident Raschid bin Said Al Maktum (1979–1990) (1958–1990 Emir von Dubai)

### Zentralasien
- Afghanistan
  - Staatsoberhaupt: Präsident des Revolutionsrats Babrak Karmal (1979–1986)
  - Regierungschef: Ministerpräsident Babrak Karmal (1979–1981)
- Mongolei
  - Staatsoberhaupt: Vorsitzender des Großen Volks-Churals Jumdschaagiin Tsedenbal (1974–1984) (1952–1974 Vorsitzender des Ministerrats)
  - Regierungschef: Vorsitzender des Ministerrates Dschambyn Batmönch (1974–1984) (1984–1990 Vorsitzender des Großen Volks-Churals)

## Australien und Ozeanien
- Australien
  - Staatsoberhaupt: Königin Elisabeth II. (1952–2022)
    - Generalgouverneur: Zelman Cowen (1977–1982)

  - Regierungschef: Premierminister Malcolm Fraser (1975–1983)
- Cookinseln (unabhängiger Staat in freier Assoziierung mit Neuseeland)
  - Staatsoberhaupt: Königin Elisabeth II. (1965–2022)
  - Regierungschef: Premierminister Tom Davis (1978–1983, 1983–1987)
- Fidschi
  - Staatsoberhaupt: Königin Elisabeth II. (1970–1987)
    - Generalgouverneur: George Cakobau (1973–1983)

  - Regierungschef: Premierminister Kamisese Mara (1970–1987, 1987–1992) (1993–2000 Präsident)
- Kiribati
  - Staats- und Regierungschef: Präsident Ieremia Tabai (1979–1982, 1983–1991)
- Nauru
  - Staats- und Regierungschef: Präsident Hammer DeRoburt (1968–1976, 1978–1986, 1986, 1986–1989)
- Neuseeland
  - Staatsoberhaupt: Königin Elisabeth II. (1952–2022)
    - Generalgouverneur:
      - Keith Holyoake (1977–25. Oktober 1980) (1957, 1960–1972 Premierminister)
      - Chief Justice Ronald Davison (25. Oktober 1980 bis 6. November 1980) (kommissarisch)
      - David Beattie (6. November 1980–1985)

  - Regierungschef: Premierminister Robert Muldoon (1975–1984)
- Niue (unabhängiger Staat in freier Assoziierung mit Neuseeland)
  - Staatsoberhaupt: Königin Elisabeth II. (1974–2022)
    - Queen’s Representative: Generalgouverneur von Neuseeland

  - Regierungschef: Premierminister Robert Rex (1974–1992)
- Papua-Neuguinea
  - Staatsoberhaupt: Königin Elisabeth II. (1975–2022)
    - Generalgouverneur: Tore Lokoloko (1977–1983)

  - Regierungschef:
    - Premierminister Michael Somare (1975–11. März 1980, 1982–1985, 2002–2011)
    - Premierminister Julius Chan (11. März 1980–1982, 1984–1997)
- Salomonen
  - Staatsoberhaupt: Königin Elisabeth II. (1978–2022)
    - Generalgouverneur: Baddeley Devesi (1978–1988)

  - Regierungschef: Premierminister Peter Kenilorea (1978–1981, 1984–1986)
- Tonga
  - Staatsoberhaupt: König Taufaʻahau Tupou IV. (1970–2006)
  - Regierungschef: Premierminister Fatafehi Tu'ipelehake (1970–1991)
- Tuvalu
  - Staatsoberhaupt: Königin Elisabeth II. (1978–2022)
    - Generalgouverneur: Fiatao Penitala Teo (1978–1986)

  - Regierungschef: Premierminister Toaripi Lauti (1978–1981)
- Vanuatu (seit 30. Juli 1980 unabhängig)
  - Staatsoberhaupt: Präsident Ati George Sokomanu (30. Juli 1980–1984, 1984–1989)
  - Regierungschef: Premierminister Walter Hadye Lini (30. Juli 1980–1991)
- Westsamoa (heute Samoa)
  - Staatsoberhaupt: O le Ao o le Malo Tanumafili II. (1962–2007)
  - Regierungschef: Premierminister Tupuola Taisi Tufuga Efi (1976–1982) (2007–2017 Staatsoberhaupt)

## Europa
- Albanien
  - Parteichef: 1. Sekretär der albanischen Arbeiterpartei Enver Hoxha (1948–1985) (1946–1954 Ministerpräsident)
  - Staatsoberhaupt: Vorsitzender des Präsidiums der Volksversammlung Haxhi Lleshi (1953–1982)
  - Regierungschef: Ministerpräsident Mehmet Shehu (1954–1981)
- Andorra
  - Co-Fürsten:
    - Staatspräsident von Frankreich:Valéry Giscard d’Estaing (1974–1981)
    - Bischof von Urgell: Joan Martí Alanís (1971–2003)
- Belgien
  - Staatsoberhaupt: König Baudouin I. (1951–1993)
  - Regierungschef: Ministerpräsident Wilfried Martens (1979–1981, 1981–1992)
- Bulgarien
  - Parteichef: Generalsekretär der Bulgarischen Kommunistischen Partei Todor Schiwkow (1954–1989) (1971–1989 Staatsratsvorsitzender) (1962–1971 Vorsitzender des Ministerrats)
  - Staatsoberhaupt: Staatsratsvorsitzender Todor Schiwkow (1971–1989) (1954–1989 Parteichef) (1962–1971 Vorsitzender des Ministerrats)
  - Regierungschef: Vorsitzender des Ministerrats Stanko Todorow (1971–1981) (1990 Präsident)
- Dänemark
  - Staatsoberhaupt: Königin Margrethe II. (1972–2024)
  - Regierungschef: Ministerpräsident Anker Jørgensen (1972–1973, 1975–1982)
  - Färöer (politisch selbstverwalteter und autonomer Bestandteil des Königreichs Dänemark)
    - Vertreter der dänischen Regierung: Reichsombudsmann Leif Groth (1972–1981)
    - Regierungschef: Ministerpräsident Atli P. Dam (1970–1981, 1985–1989, 1991–1993)

  - Grönland (politisch selbstverwalteter und autonomer Bestandteil des Königreichs Dänemark)
    - Vertreter der dänischen Regierung: Reichsombudsmann Torben Hede Pedersen (1979–1992)
    - Regierungschef: Ministerpräsident Jonathan Motzfeldt (1979–1991, 1997–2002)
- Bundesrepublik Deutschland
  - Staatsoberhaupt: Bundespräsident Karl Carstens (1979–1984)
  - Regierungschef: Bundeskanzler Helmut Schmidt (1974–1982)
- Deutsche Demokratische Republik
  - Parteichef: Generalsekretär des ZK der SED Erich Honecker (1971–1989) (1976–1989 Staatsratsvorsitzender)
  - Staatsoberhaupt: Vorsitzender des Staatsrats Erich Honecker (1976–1989) (1971–1989 Parteichef)
  - Regierungschef: Vorsitzender des Ministerrates Willi Stoph (1964–1973, 1976–1989) (1973–1976 Vorsitzender des Staatsrats)
- Finnland
  - Staatsoberhaupt: Präsident Urho Kekkonen (1956–1982) (1950–1953, 1954–1956 Ministerpräsident)
  - Regierungschef: Ministerpräsident Mauno Koivisto (1968–1970, 1979–1982) (1982–1994 Präsident)
- Frankreich
  - Staatsoberhaupt: Präsident Valéry Giscard d’Estaing (1974–1981)
  - Regierungschef: Premierminister Raymond Barre (1976–1981)
- Griechenland
  - Staatsoberhaupt:
    - Präsident Konstantinos Tsatsos (1975–14. Mai 1980)
    - Präsident Konstantinos Karamanlis (15. Mai 1980–1985, 1990–1995) (1955–1958, 1958–1961, 1961–1963, 1974–1980 Ministerpräsident)

  - Regierungschef:
    - Ministerpräsident Konstantinos Karamanlis (1955–1958, 1958–1961, 1961–1963, 1974–10. Mai 1980) (1980–1985, 1990–1995 Präsident)
    - Ministerpräsident Georgios Rallis (10. Mai 1980–1981)
- Irland
  - Staatsoberhaupt: Präsident Patrick Hillery (1976–1990)
  - Regierungschef: Taoiseach Charles J. Haughey (1979–1981, 1982, 1997–1992)
- Island
  - Staatsoberhaupt:
    - Präsident Kristján Eldjárn (1968–31. Juli 1980)
    - Präsidentin Vigdís Finnbogadóttir (1. August 1980–1996)

  - Regierungschef:
    - Ministerpräsident Benedikt Sigurðsson Gröndal (1979–8. Februar 1980)
    - Ministerpräsident Gunnar Thoroddsen (8. Februar 1980–1983)
- Italien
  - Staatsoberhaupt: Präsident Sandro Pertini (1978–1985)
  - Regierungschef:
    - Ministerpräsident Francesco Cossiga (1979–18. Oktober 1980) (1985–1992 Präsident)
    - Ministerpräsident Arnaldo Forlani (18. Oktober 1980–1981)
- Jugoslawien
  - Staatsoberhaupt:
    - Präsident Josip Broz Tito (1953–4. Mai 1980) (1945–1963 Ministerpräsident)
    - Vorsitzender des Präsidiums Lazar Koliševski (4. Mai 1980 bis 15. Mai 1980)
    - Vorsitzender des Präsidiums Cvijetin Mijatović (15. Mai 1980–1981)

  - Regierungschef: Präsident des ausführenden Bundesrates Veselin Đuranović (1977–1982) (1984–1985 Staatsoberhaupt)
- Kanalinseln[1]
  - Guernsey
    - Staats- und Regierungschef: Herzogin Elisabeth II. (1952–2022)
      - Vizegouverneur:
        - John Davis (1974–1980)
        - Peter de Lacey Le Cheminant (22. April 1980–1985)

  - Jersey
    - Staats- und Regierungschef: Herzogin Elisabeth II. (1952–2022)
      - Vizegouverneur: Peter Whiteley (1979–1984)
- Liechtenstein
  - Staatsoberhaupt: Fürst Franz Josef II. (1938–1989)
  - Regierungschef: Hans Brunhart (1978–1993)
- Luxemburg
  - Staatsoberhaupt: Großherzog Jean (1964–2000)
  - Regierungschef: Ministerpräsident Pierre Werner (1959–1974, 1979–1984)
- Malta
  - Staatsoberhaupt: Präsident Anton Buttiġieġ (1976–1981)
  - Regierungschef: Premierminister Dom Mintoff (1971–1984)
- Isle of Man[1]
  - Staatsoberhaupt: Lord of Man Elisabeth II. (1952–2022)
    - Vizegouverneur:
      - John Warburton Paul (1974–1980)
      - Oswald Nigel Cecil (1980–1985)

  - Regierungschef: Vorsitzender des Exekutivrats Clifford Irving (1977–1981)
- Monaco
  - Staatsoberhaupt: Fürst: Rainier III. (1949–2005)
  - Regierungschef: Staatsminister André Saint-Mleux (1972–1981)
- Niederlande
  - Staatsoberhaupt:
    - Königin Juliana (1948–30. April 1980)
    - Königin Beatrix (30. April 1980–2013)

  - Regierungschef: Ministerpräsident Dries van Agt (1977–1982)
  - Niederländische Antillen (Land des Königreichs der Niederlande)
    - Vertreter der niederländischen Regierung: Gouverneur Ben Leito (1970–1983)
    - Regierungschef: Ministerpräsident Don Martina (1979–1984, 1986–1988)
- Norwegen
  - Staatsoberhaupt: König Olav V. (1957–1991)
  - Regierungschef: Ministerpräsident Odvar Nordli (1976–1981)
- Österreich
  - Staatsoberhaupt: Bundespräsident Rudolf Kirchschläger (1974–1986)
  - Regierungschef: Bundeskanzler Bruno Kreisky (1970–1983)
- Polen
  - Parteichef:
    - 1. Sekretär Edward Gierek (1970–6. September 1980)
    - 1. Sekretär Stanisław Kania (6. September 1980–1981)

  - Staatsoberhaupt: Staatsratsvorsitzender Henryk Jabłoński (1972–1985)
  - Regierungschef:
    - Ministerpräsident Piotr Jaroszewicz (1970–28. Februar 1980)
    - Ministerpräsident Edward Babiuch (28. Februar 1980 bis 24. August 1980)
    - Ministerpräsident Józef Pińkowski (24. August 1980–1981)
- Portugal
  - Staatsoberhaupt: Präsident Ramalho Eanes (1976–1986)
  - Regierungschef:
    - Ministerpräsidentin Maria de Lourdes Pintasilgo (1979–3. Januar 1980)
    - Ministerpräsident Francisco Sá Carneiro (3. Januar 1980 bis 4. Dezember 1980)
    - stellvertretender Ministerpräsident Diogo Freitas do Amaral (4. Dezember 1980–1981) (kommissarisch)
- Rumänien
  - Parteichef: Generalsekretär Nicolae Ceaușescu (1965–1989) (1967–1989 Staatsoberhaupt)
  - Staatsoberhaupt: Vorsitzender des Staatsrats Nicolae Ceaușescu (1967–1989) (1965–1989 Parteichef)
  - Regierungschef: Ministerpräsident Ilie Verdeț (1979–1982)
- San Marino
  - Staatsoberhaupt: Capitani Reggenti
    - Ermenegildo Gasperoni (1. Oktober 1978 bis 1. April 1979) und Adriano Reffi (1. Oktober 1978 bis 1. April 1979, 1983)
    - Pietro Chiaruzzi (1. April 1980 bis 1. Oktober 1980) und Primo Marani (1. April 1980 bis 1. Oktober 1980)
    - Giancarlo Berardi (1. Oktober 1980 bis 1. April 1981) und Rossano Zafferani (1. Oktober 1980 bis 1. April 1981, 1987–1988)

  - Regierungschef: Außenminister Giordano Bruno Reffi (1978–1986) (1974, 1977–1978 Capitano Reggente)
- Schweden
  - Staatsoberhaupt: König Carl XVI. Gustaf (seit 1973)
  - Regierungschef: Ministerpräsident Thorbjörn Fälldin (1976–1978, 1979–1982)
- Schweiz[2]
  - Bundespräsident Georges-André Chevallaz (1. Januar 1980–31. Dezember 1980)
  - Bundesrat:
    - Kurt Furgler (1972–1986)
    - Hans Hürlimann (1974–1982)
    - Georges-André Chevallaz (1974–1983)
    - Willi Ritschard (1974–1983)
    - Fritz Honegger (1978–1982)
    - Pierre Aubert (1978–1987)
    - Leon Schlumpf (1. Januar 1980–1987)
- Sowjetunion
  - Parteichef: Generalsekretär der KPdSU Leonid Breschnew (1964–1982) (bis 1966 Erster Sekretär) (1960–1964, 1977–1982 Staatsoberhaupt)
  - Staatsoberhaupt: Vorsitzender des Präsidiums des obersten Sowjets Leonid Breschnew (1960–1964, 1977–1982) (1964–1982 Parteichef )
  - Regierungschef:
    - Vorsitzender des Ministerrats Alexei Kossygin (1964–23. Oktober 1980)
    - Vorsitzender des Ministerrats Nikolai Tichonow (23. Oktober 1980–1985)
- Spanien
  - Staatsoberhaupt: König Juan Carlos I. (1975–2014)
  - Regierungschef: Ministerpräsident Adolfo Suárez (1976–1981)
- Tschechoslowakei
  - Parteichef: Vorsitzender Gustáv Husák (1969–1987) (1975–1989 Präsident)
  - Staatsoberhaupt: Präsident Gustáv Husák (1975–1989) (1669–1987 Parteichef)
  - Regierungschef: Ministerpräsident Lubomír Štrougal (1970–1988)
- Ungarn
  - Parteichef: Generalsekretär der Partei der Ungarischen Werktätigen János Kádár (1956–1988) (1956–1958, 1961–1965 Ministerpräsident)
  - Staatsoberhaupt: Vorsitzender des Präsidentschaftsrats Pál Losonczi (1967–1987)
  - Regierungschef: Ministerpräsident György Lázár (1975–1987)
- Vatikanstadt
  - Staatsoberhaupt: Papst Johannes Paul II. (1978–2005)
  - Regierungschef: Kardinalstaatssekretär Agostino Casaroli (1979–1990)
- Vereinigtes Königreich
  - Staatsoberhaupt: Königin Elisabeth II. (1952–2022) (gekrönt 1953)
  - Regierungschef: Premierministerin Margaret Thatcher (1979–1990)
- Republik Zypern
  - Staats- und Regierungschef: Präsident Spyros Kyprianou (1977–1988)